# Rocca di Neto
Rocca di Neto (IPA: /ˈrɔkka diˈnɛto/) è un comune italiano di 5246 abitanti della provincia di Crotone in Calabria. Nota dal 1832 al 1863 come Rocca Ferdinandea (IPA: /ˈrɔkka ˌferdinanˈdɛa/) in onore di Ferdinando II di Borbone, da allora prende il nome composto da "rocca" e dall'omonimo fiume che scorre sul confine a sud del territorio comunale

## Origini del nome
Inizialmente chiamata Rocca Ferdinandea, successivamente appellata con Rocca di Neto, per ricordare il fiume che attraversa il piccolo paesino calabrese.

## Storia
La Rocca di Neto antica, allora chiamata Casale di Terrate, sorse sulle alture di Cupone e di Tanzanovella e si trovava a 39° ed 11’ di latitudine boreale, a 34° e 52’ di longitudine orientale dal meridiano del ferro; stava poi a greco da Santa Severina, a libeccio da Strongoli, a maestro da Crotone.
Dall’anno 71 a.C., rimase sotto il dominio romano alle dipendenze di Petelia. Le terre di Casale di Terrate, come quelle degli altri abitati della valle del Neto, furono assegnate agli aristocratici romani, che estesero l’economia del latifondo, basata sull’integrazione tra la coltura estensiva dei cereali e la transumanza di mandrie e greggi tra la marina e la Sila, attraverso le valli del Neto e del Tacina.
Nell'Alto medioevo a Rocca di Neto esisteva il Monastero Cistercense di “Santa Maria delle Terrate”, sorto nel 1178, filiale della Sambucina, il quale, all’inizio del secolo XIII, passerà alle dipendenze dell’abbazia di S. Angelo in Frigillo. Santa Maria delle Terrate iniziò una fase di rinascita del Casale di Terrate, determinandone la ripresa economica. L’abbazia aveva, infatti, la funzione di promuovere la cultura e di favorire anche le attività agricole dell’area dove si era insediata. Compito cui i monaci cistercensi assolsero egregiamente per alcuni secoli, perché modellarono il paesaggio agrario di Casale di Terrate coltivando i vigneti, gli alberi da frutto e, attorno agli abitati, gli orti.
La successiva storia di Rocca di Neto è contrassegnata da una continua successione di feudatari laici ed ecclesiastici che, per accrescere sempre di più i loro introiti, detenevano nell’asservimento il popolo, usurpandone i diritti fondamentali e determinandone la decadenza sociale ed economica.
È citata come Rocca in un documento del XIV secolo. Nel 1420 Covella Ruffo ebbe dalla regina Giovanna II il mero e misto imperio su un ampio territorio a Nord del fiume Neto, tra cui Rocca di Neto.
Nel lontano 1445 il territorio di Rocca di Neto, risultava parte del Principato di Rossano, viene concesso dal Re Alfonso I d’Aragona a Marino Marzano, il quale, tra il 1460 ed il 1464, in seguito all’esproprio del feudo a favore di Giovanni Simonetta di Caccuri, diede inizio a tutta una serie di vendette verso questa università, scagliandosi contro gli ignari cittadini ai quali inflisse morte e distruzione. Per breve tempo restò nelle proprietà demaniali del Re di Napoli, Ferdinando d’Aragona. Ma nel 1505 la Contea di Cariati, con i suoi fortilizi e le sue terre tra cui Rocca di Neto, fu concessa da Ferdinando il Cattolico a Giovambattista Spinelli. La signoria degli Spinelli (Giovanbattista, Ferrante, Giovanbattista, Francesca, Carlo e Scipione) si protrarrà fino al 1570.
Nel 1539 fu fondato un convento dei monaci dell'Ordine di Sant'Agostino aderente alla congregazione degli Zumpani e che rimase attivo fino al 1652, quando venne soppresso.
Marcantonio Lucifero approfittando delle difficoltà finanziarie di Scipione Spinelli, principe di Cariati, acquistò nel 1570 Monte Spinello e Rocca di Neto, ma indebitato procedette ad alcune vendite. Nel 1578 cedette dapprima il feudo di Rocca di Neto a Giraldino d’Amelia, il quale quasi subito lo passò a Giulio Caponsacco. Da questi Rocca di Neto fu ceduta proprio al cognato Cesare d’Aquino “senza patto di ricompra”, con Regio Assenso del 1586. Dal figlio Carlo d'Aquino, 1º Principe di Castiglione, che era subentrato nel possesso del feudo fu venduta a Francesco Campitelli, principe di Strongoli, con Regio Assenso del 17-7-1624. Mutio Prothospataro, nobile crotonese, nel 1631 per 47.000 ducati lo acquistò da Francesco Campitelli, con castello, fortezza, banco di giustizia, cognizione delle prime e seconde cause civili, criminali e miste.
Il terremoto dell’8 giugno 1638, fece crollare totalmente 16 case, parzialmente altre 5 e tutte le altre abitazioni furono gravemente danneggiate, i monasteri di S.Agostino e di S.Benedetto furono gravemente danneggiati, il campanile della chiesa madre crollò causando la parziale distruzione della chiesa.
Morto il 27 gennaio 1644 Mutio Prothospatario, Rocca di Neto passo alla figlia Elisabetta, moglie del Marchese di Crucoli Diego Francesco Amalfitani. Alla morte dell'Amalfitani, nel 1655, e di Elisabetta, nel 1656, Rocca di Neto ricadde in Regia Corte.
Il 19 ottobre 1664 Rocca di Neto fu acquistata dalla Certosa di Santo Stefano del Bosco, che vendette parecchi suoi beni in altre grangie, per recuperare il capitale necessario. A Rocca di Neto, la Certosa di Santo Stefano del Bosco, sorta per opera di San Brunone di Colonia sul finire del secolo XI con ricche donazioni da parte dei primi Normanni, ebbe la sua sede in prossimità del Calvario, nella località denominata “Casino” (Via Rialto). La Camera Baronale di Rocca di Neto veniva, quindi, ad essere posseduta da un ente religioso che deteneva una proprietà fondiaria non indifferente. Nel 1783, per la soppressione del Monastero dei Certosini, il feudo di Rocca di Neto fu incorporato nel Regio Demanio.
La popolazione di Rocca di Neto nel Seicento era modesta e crescerà in seguito molto lentamente: nel 1675 conterà solo 413 abitanti, 567 nel 1725 e 709 nel 1744.
All’inizio dell’Ottocento fu presidiata dai francesi di Giuseppe Bonaparte.
Distrutta dal terremoto del 1832, venne ricostruita più in alto, a breve distanza dal sito in cui sorgeva il vecchio borgo, assumendo il nome di Rocca Ferdinandea. Riprende l’antico nome di Rocca di Neto dopo l'unità d'Italia nel 1863.

### Simboli
(D.P.R. n. 74 del 4 maggio 1998)
Il gonfalone è un drappo di rosso.

Il gonfalone comunale

La bandiera comunale, concessa con D.P.R. del 19 settembre 2012, è costituita da un drappo di azzurro, alla losanga di giallo, appuntata ai lembi, caricata dello stemma sopra descritto.

## Monumenti e luoghi d'interesse

### Chiesa della Madonna delle Sette Porte
Costruita nel Seicento su un edificio rinascimentale, ospita un dipinto quattrocentesco della Madonna, oggetto di grande devozione popolare. La chiesa della "Madonna delle Setteporte" sorge su una collinetta nella frazione "Setteporte" del comune di Rocca di Neto. Originariamente in questo stesso luogo si ergeva una piccola cappella, conosciuta con il nome "cella dell'eremita" in cui venne ritrovato un dipinto della Vergine Maria. Il dipinto, di epoca quattrocentesca fu restaurato nel 1809. L'attuale santuario fu edificato nel 1662 sui resti di quest'antica cappellina, di cui oggi non abbiamo tracce.  A causa di molteplici danneggiamenti strutturali dovuti a terremoti e ad altre calamità naturali, la Chiesa della Madonna di Setteporte è stata più volte ristrutturata e questi ripetuti interventi ne hanno fortemente modificato l'architettura originale che era caratterizzata da un tetto con travi in legno e strisce di lesene sulla facciata principale. Il nome "Setteporte" deriva da un episodio che caratterizzò la storia del paese rocchitano. In epoca medievale, infatti, Rocca di Neto era un feudo molto ambito; nel 1400 Marino di Marzano, principe di Rossano, la saccheggiò e la sottomise al suo potere. Tra il 1460 e il 1464 il feudo venne sottratto al principe ed egli per sfogare la propria rabbia si vendicò aspramente sul popolo rocchitano con saccheggi, incendi e devastazioni. Il 9 luglio 1464 il re Ferdinando d'Aragona impietosito dalla triste situazione in cui vivevano i rocchitani decise di aiutarli concedendo loro sette privilegi di carattere politico - economico che liberarono difatti il feudo dalle sofferenze e dai soprusi subiti. Questa concessione apparve così incredibile che il popolo, fortemente devoto alla Madonna, si convinse che il re avesse operato su intercessione della Vergine Maria e in ricordo di quest'episodio miracoloso la Madonna venne chiamata delle "Setteporte". Da allora è protettrice di Rocca di Neto. All'interno della Chiesa sono custodite una statua in legno e un dipinto della Vergine : entrambi sono riproduzioni dei manufatti originali che furono distrutti in un incendio divampato nel santuario il 29 aprile del 1937. L'attuale statua venne realizzata nel 1963 e rispetto all'originale presenta caratteri nuovi e più moderni. La scultura ha come protagonista la Vergine Maria che sorretta da sei angeli tiene in braccio Gesù Bambino e dall'alto protegge Rocca di Neto. L'attuale quadro, più grande rispetto alla tela originale del 1400, fu realizzato nel 1938 dall'Arcidiacono Arduino Cantafora. Nella parte superiore del dipinto, la Vergine Maria festeggiata da una schiera di angeli viene incoronata da due di loro; ai suoi piedi (nella parte inferiore del quadro) si intravede un paese che si presume essere Rocca di Neto. All'interno del Santuario è anche possibile osservare cinque vetrate che raffigurano le tre virtù teologali, l'Eucaristia e la discesa dello Spirito Santo. 
Il Santuario è diventato nei secoli meta di pellegrinaggi, di fedeli profondamente devoti alla Madonna delle Setteporte. Nella notte del 4 Ottobre 2018 una tromba d'aria ha scoperchiato e distrutto il tetto del Santuario, causando la caduta di detriti e calcinacci anche al suo interno. Dopo l'accaduto, il tetto è stato ristrutturato; la tela e la statua della Vergine Maria sono stati sottoposti a restauro. Da Aprile 2021 è possibile nuovamente visitare il Santuario e ammirare i monumenti custoditi al suo interno.

### Chiesa di Santa Filomena
Al suo interno sono conservate numerose statue di santi.

### Altri luoghi di interesse
- i resti della chiesa di Santa Maria delle Terrate, dotata di cupola circolare ricoperta di maioliche[14];
- i resti del casino dei certosini di Santo Stefano del Bosco e del convento degli agostiniani;
- il palazzo Marraino;
- la casa Gallo-Arcuri
- i ruderi del vecchio nucleo abitato, con le grotte ricavate nell’arenaria, che costituivano una parte delle abitazioni.
- i ruderi del castello medievale

## Società

### Evoluzione demografica
Abitanti censiti

## Infrastrutture e trasporti
Rocca di Neto è collegata alla Strada statale 107 Silana Crotonese tramite l'omonimo svincolo.

## Amministrazione
| Periodo           | Periodo           | Primo cittadino           | Partito                                | Carica                    | Note |
| ----------------- | ----------------- | ------------------------- | -------------------------------------- | ------------------------- | ---- |
| 23 aprile 1995    | 13 giugno 1999    | Michele Antonio Barretta  | Partito Democratico della Sinistra     | sindaco                   |      |
| 13 giugno 1999    | 7 dicembre 2000   | Alfonso Dattolo           | lista civica                           | sindaco                   |      |
| 7 dicembre 2000   | 13 maggio 2001    |                           |                                        | commissario straordinario |      |
| 13 maggio 2001    | 23 dicembre 2004  | Francesco Mario Benincasa | L'Ulivo                                | sindaco                   |      |
| 23 dicembre 2004  | 4 aprile 2005     |                           |                                        | commissario straordinario |      |
| 4 aprile 2005     | 29 marzo 2010     | Alfonso Dattolo           | lista civica                           | sindaco                   |      |
| 29 marzo 2010     | 31 maggio 2015    | Luigi Marangolo           | lista civica                           | sindaco                   |      |
| 31 maggio 2015    | 21 settembre 2020 | Tommaso Blandino          | lista civica Rocca di Neto cambia      | sindaco                   |      |
| 21 settembre 2020 | in carica         | Alfonso Dattolo           | lista civica Rialziamoci Rocca di Neto | sindaco                   |      |